# حافظه گیاهی
حافظه گیاهی (انگلیسی: Plant memory) توصیف توانایی یک گیاه به حافظه از محرک (فیزیولوژی) همراه با تجربه و پاسخ در زمان بعد. به عنوان مثال، برخی از گیاهان به‌طور همزمان با طلوع خورشید پاسخ هیپوناستیکی مشاهده شده‌است. گیاهان دیگر در بهار پس از زمستان‌گذرانی برگ‌های جدیدی تولید می‌کنند. آزمایش‌های زیادی در مورد ظرفیت یک گیاه برای حافظه انجام شده‌است، از جمله حافظه حسی، حافظه کوتاه‌مدت و حافظه بلندمدت. ابتدایی‌ترین عملکردهای یادگیری و حافظه در حیوانات در برخی از گونه‌های گیاهی مشاهده شده‌است، و پیشنهاد شده‌است که توسعه این مکانیسم‌های حافظه اساسی ممکن است در یک اجداد اولیه موجودات زنده ایجاد شده باشد.
به نظر می‌رسد برخی از گونه‌های گیاهی روش‌های حفاظت شده‌ای را برای استفاده از حافظه عملکردی ایجاد کرده‌اند و برخی گونه‌ها ممکن است بسته به محیط و تاریخچه زندگی خود راه‌های منحصر به فردی برای استفاده از عملکرد حافظه ایجاد کرده باشند.
استفاده از اصطلاح «حافظه گیاهی» هنوز باعث بحث و جدل می‌شود. برخی از محققان بر این باورند که عملکرد حافظه فقط برای ارگانیسم‌های دارای مغز صدق می‌کند و برخی دیگر معتقدند که مقایسه عملکردهای گیاهی شبیه حافظه با انسان و سایر ارگانیسم‌های تقسیم‌بندی بالاتر ممکن است بسیار مستقیم باشد. دیگران استدلال می‌کنند که عملکرد این دو اساساً یکسان است و این مقایسه می‌تواند مبنایی برای درک بیشتر نحوه عملکرد حافظه در گیاهان باشد.

## تاریخ
آزمایش‌هایی که شامل پیچ خوردن پیچک‌های نخود بود، از اولین آزمایش‌هایی بود که مفهوم حافظه گیاه را کشف کرد. مارک جافه تشخیص داد که گیاهان نخود در اطراف اجسام می‌پیچند که به عنوان تکیه گاه برای کمک به رشد آنها عمل می‌کنند. آزمایش‌های جافه شامل آزمایش محرک‌های مختلف برای القای رفتار پیچ‌خوردگی بود. یکی از این محرک‌ها تأثیر نور بر مکانیسم پیچ خوردن بود. هنگامی که جافه شاخه‌ها را در نور قرار داد، شاهد واکنش مارپیچ مورد انتظار بود. هنگامی که در تاریکی قرار داد در معرض آشفتگی در نحوه پیچ خوردن قرار گرفتند و گیاهان نخود مدل معمول مارپیچ را نشان ندادند. پیچک‌های آزمایش تاریکی چند ساعت بعد دوباره به نور بازگردانده شدند و بدون هیچ محرک دیگری یک واکنش پیچ‌خوردگی معمول را از خود نشان دادند. پیچک‌های نخود محرکی را که یافه ارائه کرده بود حفظ کردند و در زمان‌های بعدی به آن پاسخ دادند. با پیروی از این یافته‌ها، ایده حافظه گیاهی توجه جامعه علمی را برانگیخت.

## آزمایش بر روی گل قهر و آشتی

واکنش تَنجش

گل قهر و آشتی (میموزا پودیکا) به عنوان گیاه حساس یا یک گیاه لمسی شناخته می‌شود. پژوهشگر زیست‌شناسی مونیکا گاگلیانو از دانشگاه استرالیای غربی و همکارانش آزمایش‌های خود را طوری طراحی کردند که گویی این گیاه واقعاً یک حیوان است. آنها خاطرات کوتاه و بلند مدت این گیاه را در محیط‌های کم نور و با نور زیاد با ریختن مکرر آب روی آنها با استفاده از یک دستگاه طراحی شده سفارشی آموزش دادند. دانشمندان نشان می‌دهند که چگونه گل قهر و آشتی وقتی متوجه شدند که این اختلال مکرر هیچ عواقب مخرب واقعی نداشته‌است، برگ‌های خود را نمی‌بندند. از همه قابل توجه تر این بود که این گیاهان قادر بودند آنچه را که برای چندین هفته آموخته بودند، حتی پس از تغییر شرایط محیطی، به خاطر بسپارند. در این آزمایش (۵۶ گلدان) از این گیاه به فاصله ۵ ثانیه از بلندی بر روی یک بالشتک انداخته شدند. این انداختن به اندازه‌ای سریع بود که به گیاه هشدار می‌داد و باعث شد برگ‌های کوچک آن به شکل یک حلقه دفاعی جمع شوند. تا اینکه بعد از ۶۰ بار تکرار آزمایش و تجربه آسیب دیدن تمامی گیاهان (۵۶ گلدان) در هنگام سقوط واکنشی انجام ندادند. آیا این گیاهان در نهایت متوجه می‌شوند که قرار نیست هیچ چیز وحشتناکی اتفاق بیفتد؟ آیا این دلیل بر یادآوری است یا چیز دیگری است؟
به‌طور شگفت‌انگیزی، گل قهر و آشتی می‌تواند پاسخ‌های آموخته شده را حتی زمانی که به مدت یک ماه در محیطی مطلوب‌تر رها شود، نشان دهد. زیست شناسان در مقاله ای که به صورت آنلاین در مجله اکولوژی (مجله بین‌المللی) منتشر شده‌است، که آنها نوشتند که این تغییر رفتاری نسبتاً طولانی مدت در نتیجه تجربه قبلی، با تداوم اثرات عادت کردن مشاهده شده در بسیاری از حیوانات مطابقت دارد. و توضیح دادند: «گیاهان ممکن است فاقد مغز و بافت عصبی نباشند، اما دارای یک شبکه پیام‌رسانی پیچیده مبتنی بر کلسیم در سلول‌های خود هستند که شبیه به فرآیندهای حافظه حیوانات است.»